# Auguste Clésinger
Jean-Baptiste Auguste Clésinger (Besançon, 22 de octubre de 1814  - París, 6 de enero de 1883) fue un escultor y pintor francés del siglo XIX.

## Datos biográficos

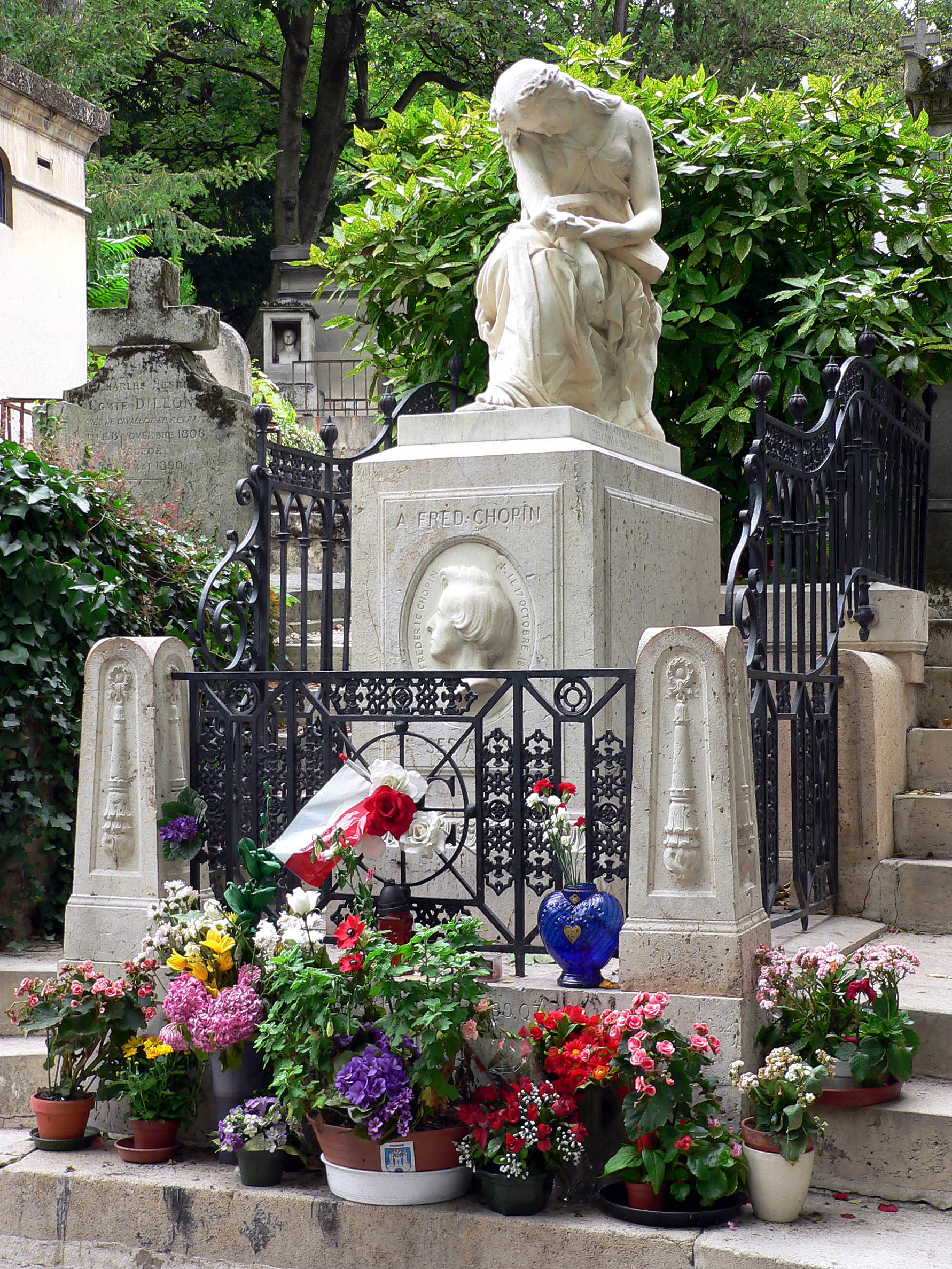
Euterpe, Musa de la Música, para Frédéric Chopin, Cementerio del Père-Lachaise.

Jean-Baptiste, llamado Augusto Clesinger, fue escultor y pintor. Su padre, Georges-Philippe, también escultor, se encargó de su educación artística.
Augusto Clesinger comenzó a exponer en el Salón de París de 1843, con un busto del vizconde Jules de Valdahon. Su última exposición tuvo lugar en 1864. Esculpió muchos bustos, incluidos los de la actriz Rachel Félix y el de Théophile Gautier. Hizo la estatua de Luisa de Saboya de la serie de reinas de Francia y mujeres ilustres del Jardín de Luxemburgo, en París.
En el Salón de 1847, Clesinger provocó un revuelo con la presentación de La mujer mordida por una serpiente, una escultura de formas atractivas para la que había empleado una modelo del natural, un trabajo cargado de sensualidad y que pronto dio pie al escándalo.
La modelo fue Apollonie Sabatier, que sedujo al artista y también a Charles Baudelaire, entre otros.
Théophile Gautier fue capaz de resumir su fascinación por esta pieza: «Clesinger ha resuelto este problema, crear belleza sin hipocresía, sin afectación, sin el manierismo, con la cabeza y el cuerpo de nuestro tiempo, donde todo el mundo puede reconocer a su amante y su belleza».
Ese mismo año se casó con Solange Dudevant, la hija de George Sand. En 1849 nació su hija Juana, conocida como Nini a la que George Sand estaba muy apegada, pero murió poco después de que sus padres se separaron en 1855.
A mediados de la década de 1870, conoció a Berthe de Courrière (1852-1916), que se convertiría en su musa y amante hasta el final de su vida. A su muerte, Auguste, nombró a Berthe heredera universal de sus bienes.  
En 1849, Clesinger recibió la Cruz de Caballero de la Legión de Honor y se convirtió en Oficial en 1864.

## Obras
Entre las mejores y más conocidas obras de Auguste Clésinger se incluyen las siguientes:
- 1864: Leda y el cisne , Museo de Picardía, Amiens.
- 1847: La mujer mordida por una serpiente, mármol, Museo de Orsay, París,
- 1847: George Sand, Mármol, Museo de la Vida Romántica, París,
- 1847: Autorretrato, mármol, Museo de la Vida Romántica
- 1847: La mano derecha de Frédéric Chopin, yeso, Museo de la Vida Romántica
- 1847: Brazo de la novelista George Sand , yeso, Museo de la Vida Romántica
- 1848: Bacante, mármol, Musée du Petit Palais en París[2]
- 1847: Luisa de Saboya, estatua de piedra, Jardines de Luxemburgo de París,
- 1857: Lucha romana de toros, yeso coloreado, Museo de Bellas Artes y Arqueología de Besançon
- 1857: Hércules niño estrangula las serpientes de la envidia, bronce, Museo de Orsay
- 1869: Nereida, grupo de mármol, M Museo de Bellas Artes y Arqueología de Besançon
- 1854: Safo, yeso, Museo de Bellas Artes y Arqueología de Chalons-en-Champagne
- 1865: Mujer con rosa, bronce, Museo de Orsay
- 1847: Madame Sabatier Appolloni, mármol, Museo de Orsay[3]

Obras de Auguste Clésinger
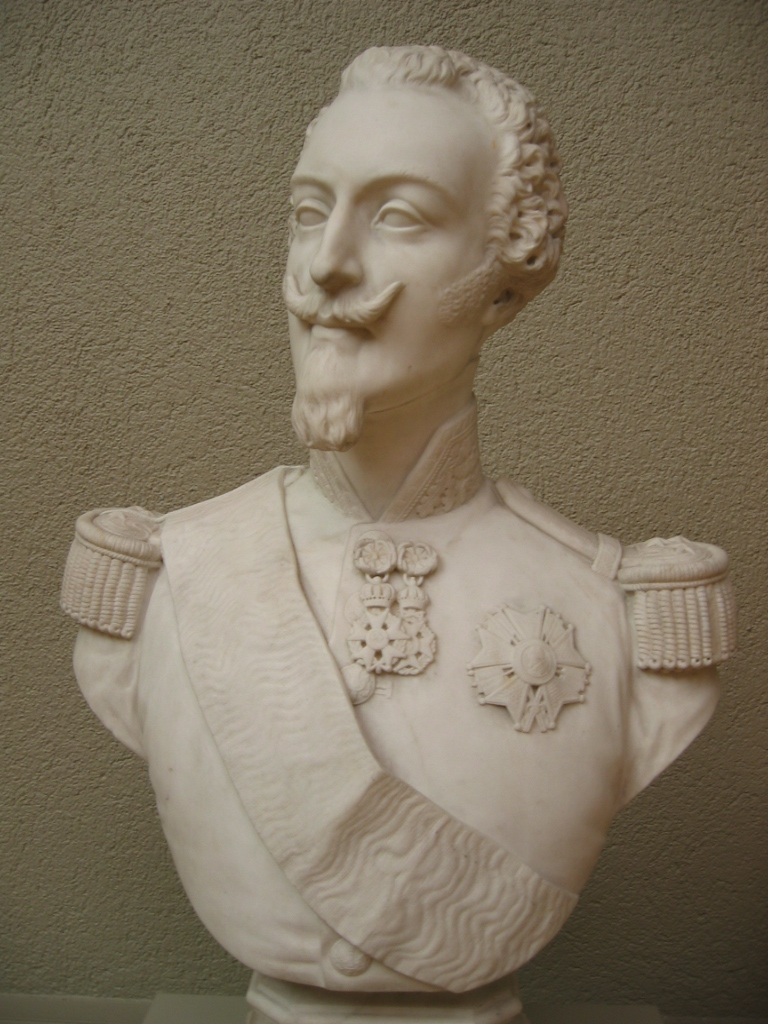
Luis de Orléans (1814-1896) Duque de Nemour -  Museo de Bellas Artes y Arqueología de Besançon
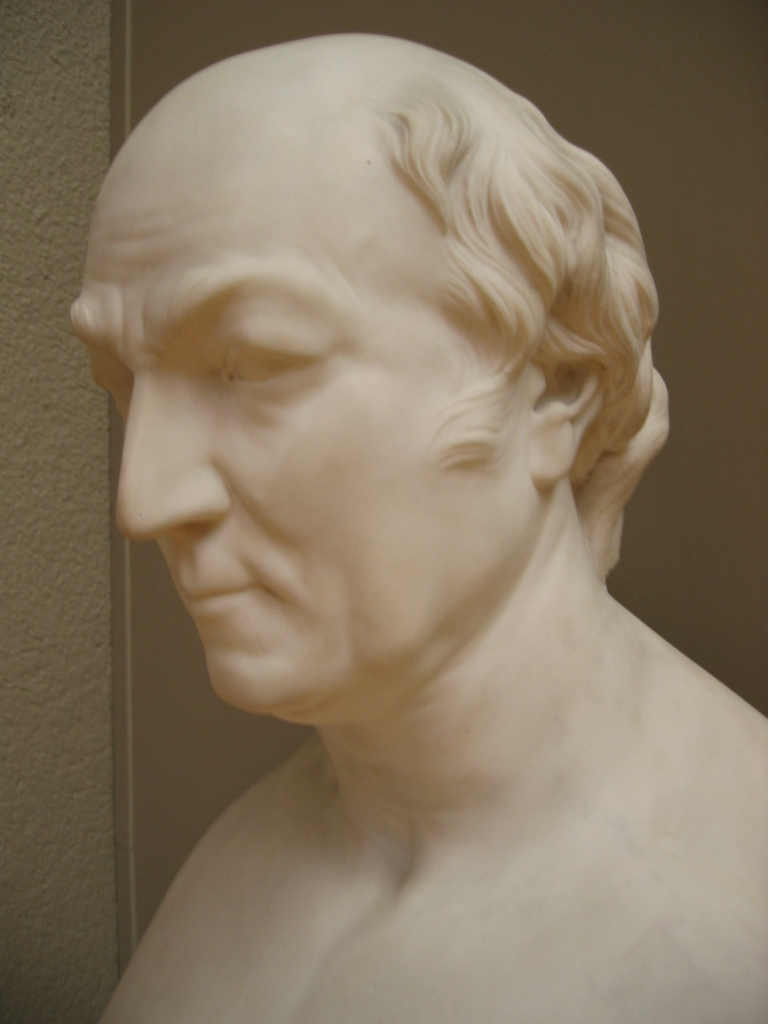
Busto de Charles Weiss.
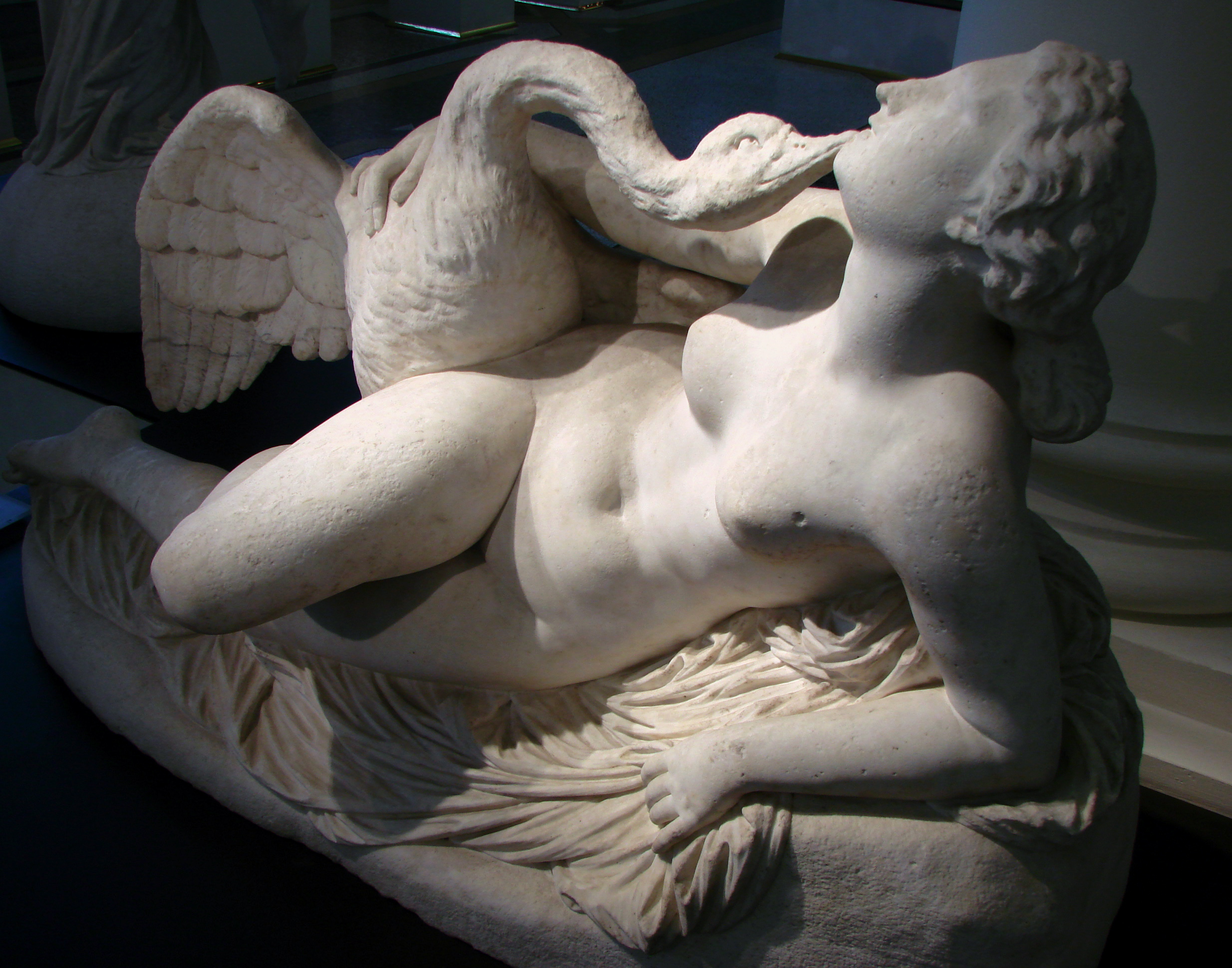
Leda y el Cisne, Museo de Picardia
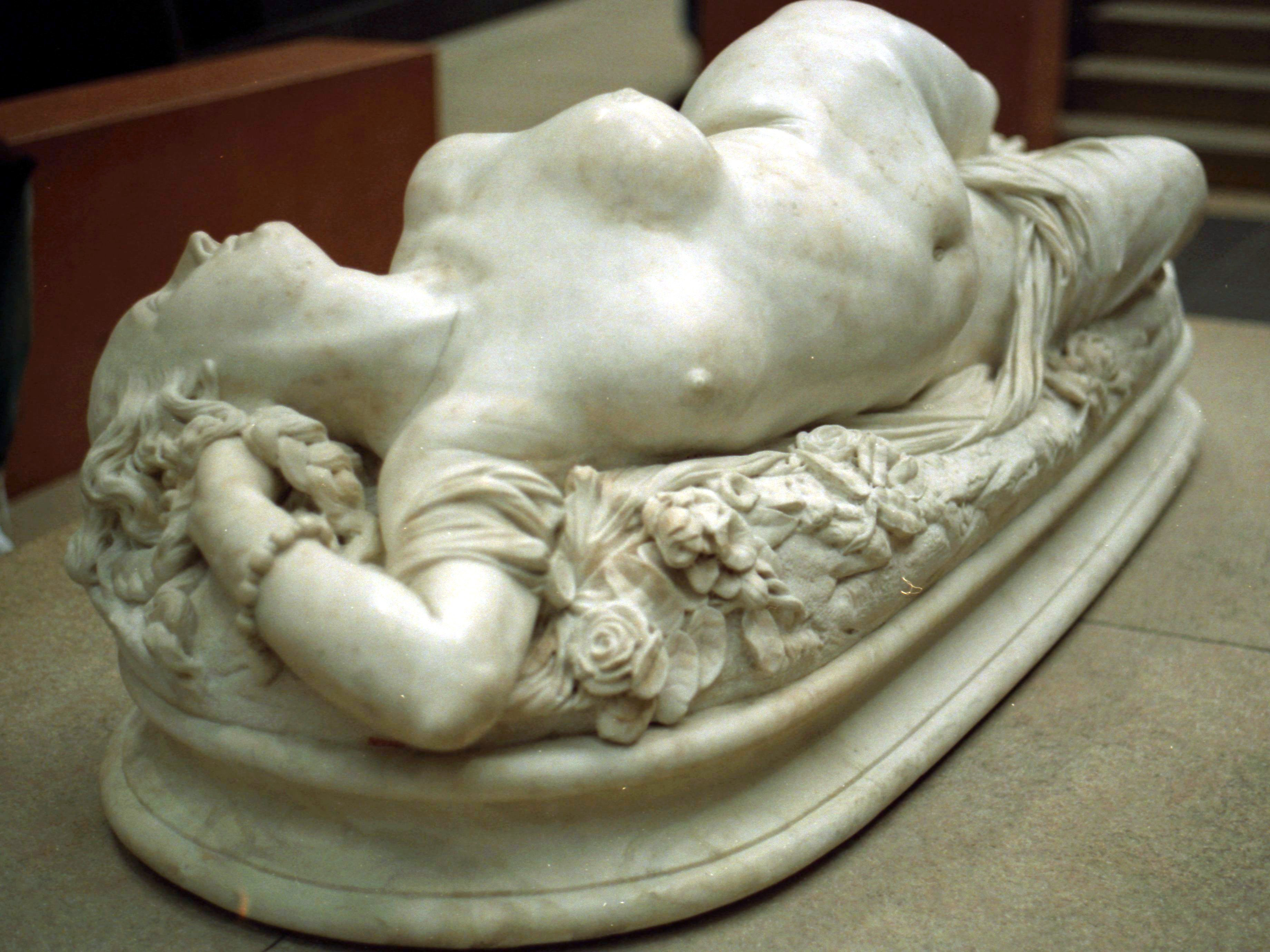
Mujer mordida por una serpiente, Museo de Orsay

## Arte religioso
Produjo estatuas de tamaño natural para las capillas laterales de la Iglesia de la Madeleine, en Besançon, de la Vía Dolorosa, la Piedad, el Santo Entierro, la Resurrección y la Ascensión.

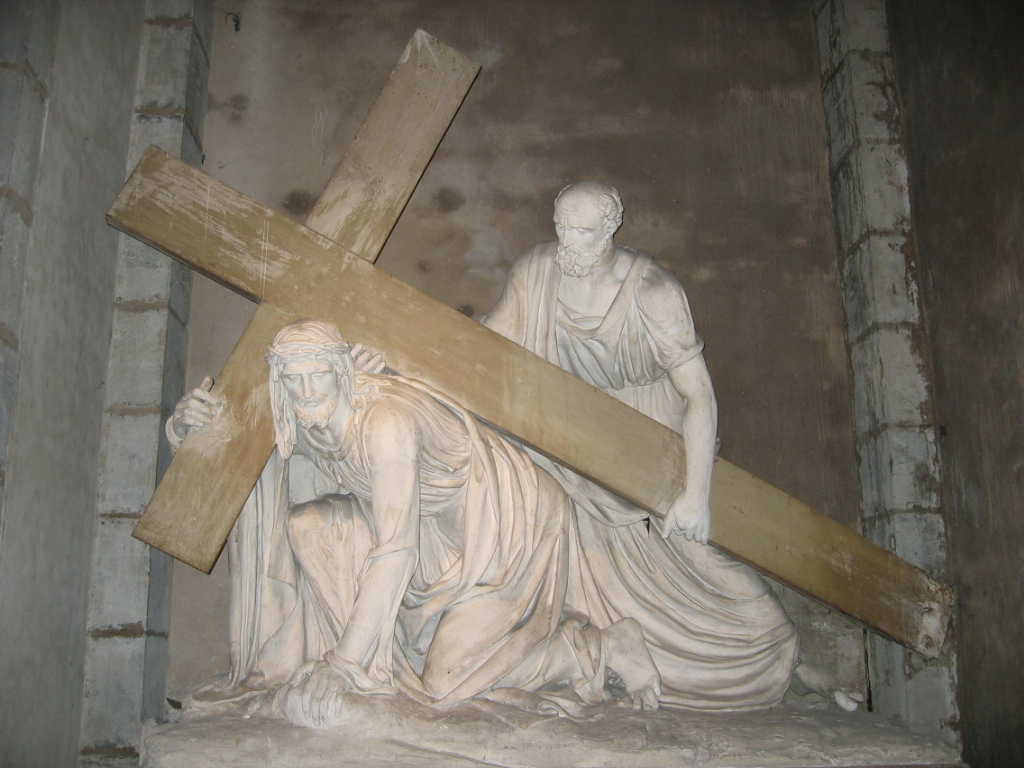
Vía Dolorosa
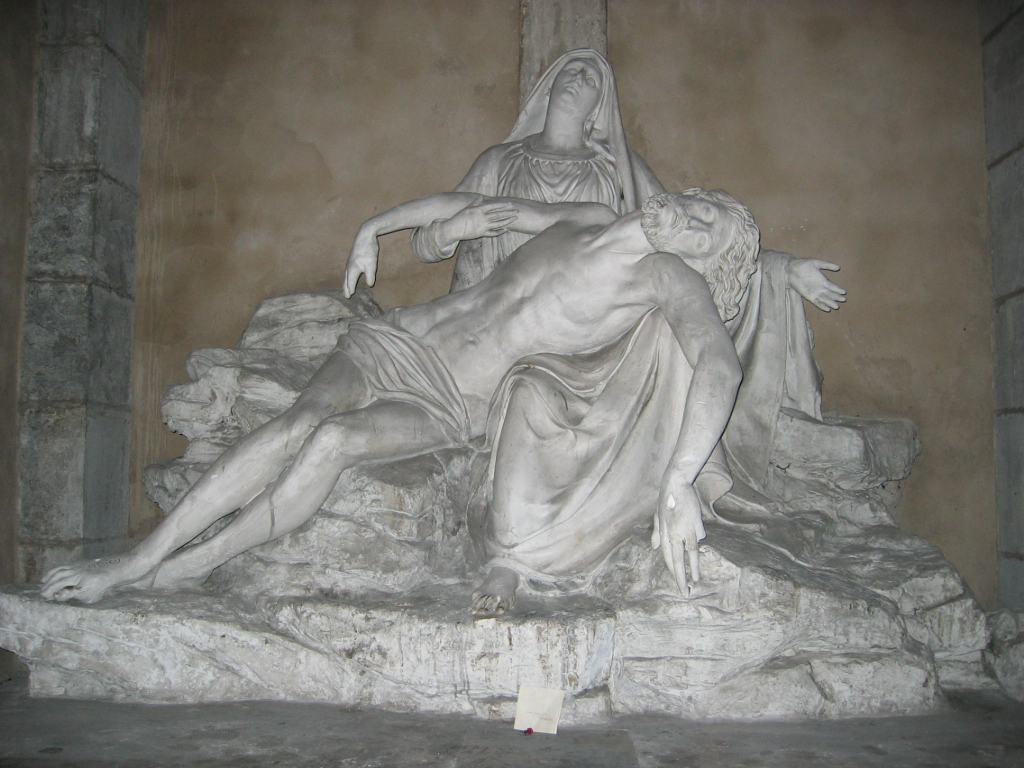
Piedad
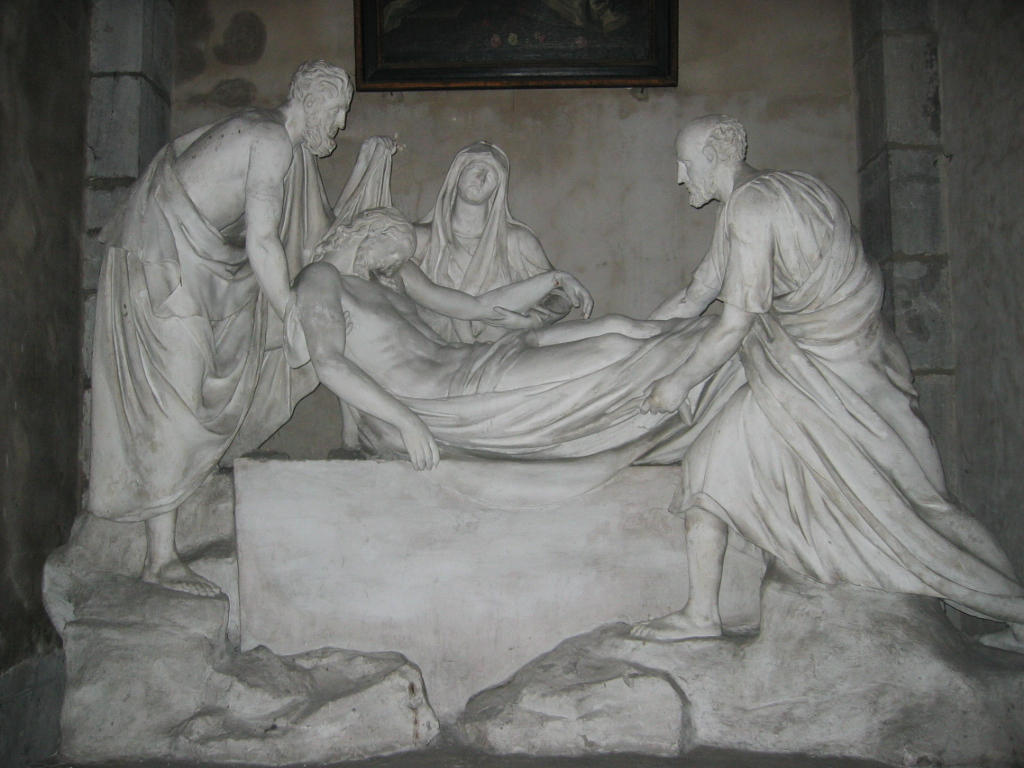
Santo entierro
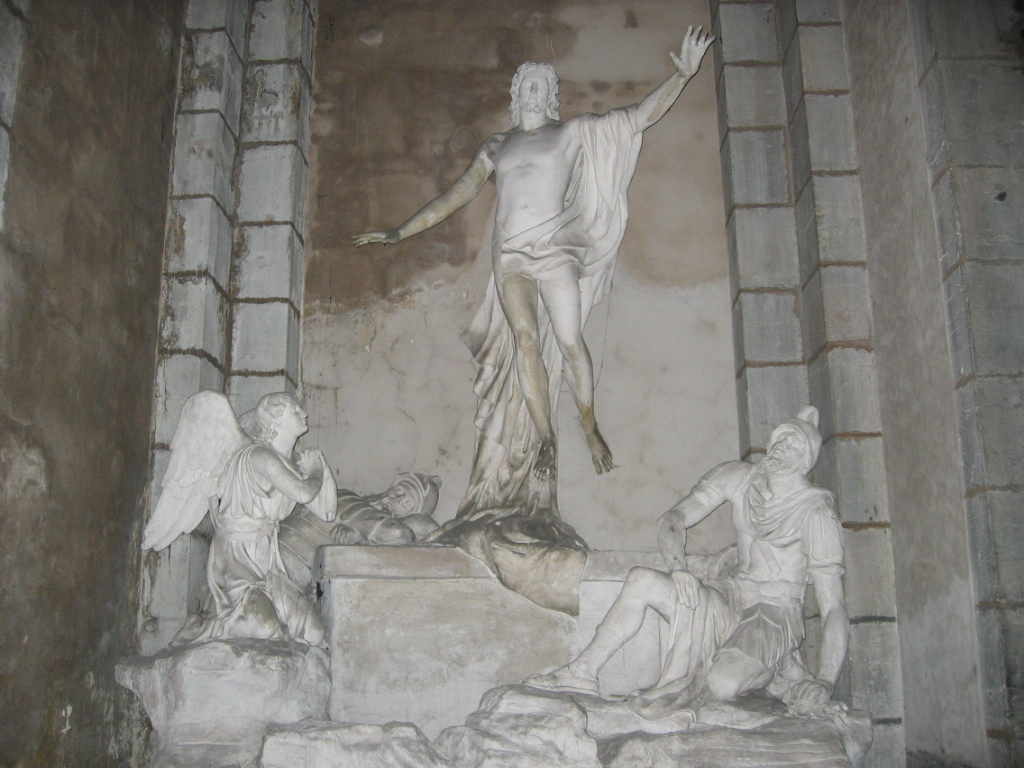
Resurrección